# Зубки (Минская область)
Зубки (бел. Зубкi) — агрогородок на северо-востоке Клецкого района Минской области Белоруссии. Административный центр Зубковского сельсовета.

## География
В восточной части агрогородок граничит с деревней Половковичи, северо-западная часть ограничена речкой Цепра, где в 1970-х годах образовано водохранилище, называемое в народе Зубковским озером, которое огибает поселение с юго-западной и южной сторон.

## История
Существует несколько легенд о появлении названия деревни. Самая красивая из них легенда о частях идола, которые прятали древние люди во время крещения земель, а самая правдоподобная о Зубковых, владельцах деревни и земель в позднем средневековье. Более достоверные сведения относятся к концу XVIII века, где идет упоминание о деревне Зубки в Клецкой волости. Из достопримечательностей того времени отмечается существование церкви, время постройки которой неизвестно, которая была закрыта в советское время и была разрушена уже в послевоенное время.
В 1886 году деревня насчитывала 11 хозяйств 126 жителей. Деревня и земли в округе принадлежали пани Екатерине Барнович, которая получила их во владение и появилась в Зубках еще в 1900 году. Хозяйство пани специализировалось на садоводстве: произведенная в садах продукция перерабатывалась на месте, так в хозяйстве имелась своя сушилка. В это время[когда?] в деревне насчитывалось 32 хозяйства, 158 жителей. 

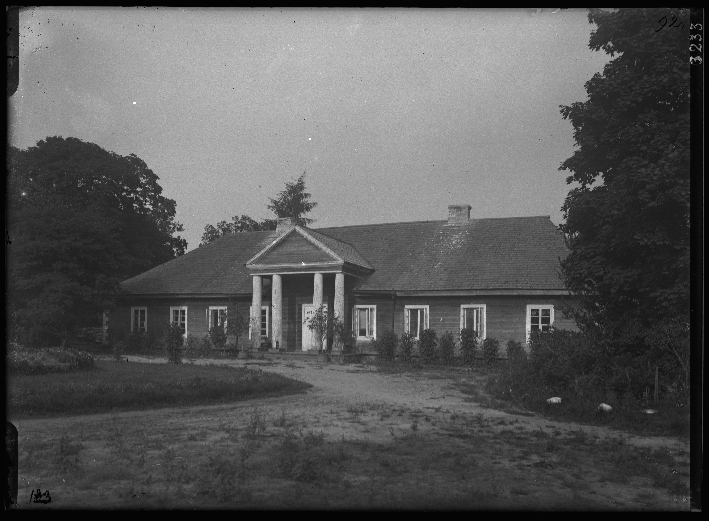
Усадебный дом Берновичей
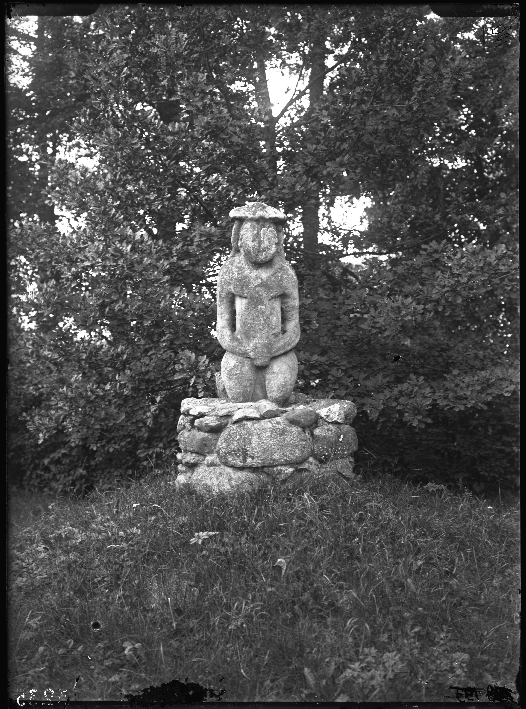
Половецкая баба в приусадебном парке в Зубках

Исторический центр деревни — это район настоящего магазина коопзаготпрома и улицы Заречной. По архивным данным в деревне была церковноприходская школа. В результате осуществления земской реформы 1 сентября 1911 года в Зубках была открыта земская школа. В 1920-х — 1930-х годах Зубки являлись пограничной деревней, так как в нескольких километрах проходила советско-польская граница.
Статус агрогородка Зубки получили в 2009 году. В настоящее время это административный центр «Сельскохозяйственного филиала Клецкий Слуцкого сыродельного комбината». 

## Инфраструктура
В агрогородке имеется административное здание филиала, сельсовет, школа, детский сад, два магазина, ФАП, отделение связи, баня.

## Культура
- Зубковский сельский Дом культуры
- Зубковская сельская библиотека